# Comuna Proletarske, Oleksandria
Proletarske (în ucraineană Пролетарське) este o comună în raionul Oleksandria, regiunea Kirovohrad, Ucraina, formată din satele Bratske, Lenino-Perșe, Proletarske (reședința) și Zelena Balka.

## Demografie
Componența lingvistică a comunei Proletarske
     Ucraineană (92,69%)
     Rusă (4,55%)
     Română (2,57%)
Conform recensământului din 2001, majoritatea populației comunei Proletarske era vorbitoare de ucraineană (92,69%), existând în minoritate și vorbitori de rusă (4,55%) și română (2,57%).